# Radio Équinoxe
Pour les articles homonymes, voir Radio Équinoxe (homonymie).
Radio Équinoxe est une station de radio privée au Cameroun. Elle diffuse en langue française sur la bande FM. 

## Histoire

### Débuts
Elle est créée en 2002 à Douala - où se trouve son siège - par Séverin Tchounkeu, entrepreneur dans les médias et par ailleurs promoteur du quotidien La Nouvelle Expression. 

### Audience
Selon l'étude Africascope, elle est la radio la plus écoutée du Cameroun lors du premier semestre 2019.

## Émissions
Equinoxe est une radio d'information et de divertissement avec un programme d'émissions diversifiées lié à Équinoxe Télévision.
- Quotidien Santé

## Diffusion
La radio dispose d'une couverture FM sur la ville de Douala et ses environs sur la fréquence 93 FM.